# Félicien Courbet
Félicien Jules Emile Courbet (Elsene, 25 februari 1888 - aldaar, 20 december 1967) was een Belgisch waterpolospeler en zwemmer. Hij nam driemaal deel aan de Olympische Spelen en won bij het waterpolo een bronzen medaille.

## Loopbaan
Courbet nam in 1908 deel aan de Olympische Spelen. Hij werd op de 200 m schoolslag uitgeschakeld in de halve finale. In 1909 zwom hij een wereldrecord op de 100 m schoolslag in een 50m-bad en het jaar nadien ook op de 200 m schoolslag. Op de Olympische Spelen van 1912 werd hij zowel op de 200 als op de 400 m schoolslag uitgeschakeld in de halve finale. Op die spelen behaalde hij met het Belgische waterpoloteam een bronzen medaille. 
Op de Olympische Spelen van 1920 werd hij uitgeschakeld in de reeksen van de 200 en 400 m schoolslag. Hij werd in 1919 en 1921 Belgisch kampioen op de 200 m schoolslag.

## Belgische kampioenschappen
Langebaan
| Onderdeel        | Jaar       |
| ---------------- | ---------- |
| 200 m schoolslag | 1919, 1921 |
| 200 m wisselslag | 1910       |

## Wereldrecords
Langebaan
| Nummer           | Prestatie | Datum             | Plaats     |
| ---------------- | --------- | ----------------- | ---------- |
| 100 m schoolslag | 1.22,6    | 30 september 1909 | Brussel    |
| 200 m schoolslag | 3.00,8    | 2 oktober 1910    | Schaarbeek |

Victor Boin · 
Félicien Courbet · 
Herman Donners · 
Albert Durant · 
Oscar Grégoire · 
Jean Hoffman · 
Herman Meyboom · 
Pierre Nijs · 
Joseph Pletincx